# Ramón Valdivia
Ramón Darío Valdivia Jiménez (Osuna, 16 de diciembre de 1974) es un jurista, filósofo, teólogo y eclesiástico católico español. Es obispo auxiliar de Sevilla desde abril de 2023.

## Biografía
Ramón Darío nació el 16 de diciembre de 1974, en el municipio español de Osuna, Sevilla.
Se graduó en Derecho en 1997, por la Universidad de Sevilla.
Obtuvo el bachillerato en Teología, en la Facultad de Teología San Isidoro de Sevilla.
Tras realizar estudios, obtuvo la licenciatura (2006) en la Pontificia Universidad Gregoriana y el doctorado (2008) en Filosofía, en la Pontificia Universidad Lateranense.
También, obtuvo el doctorado en Derecho (2020), por la Universidad de Sevilla.

### Sacerdocio
Su ordenación sacerdotal fue el 14 de septiembre de 2003, en la Catedral de Sevilla, a manos del arzobispo Carlos Amigo.
En esa misma circunscripción eclesiástica se incardinó.
Como sacerdote desempeñó los siguientes ministerios:
- Vicario parroquial de Ntra. Sra. de Valme y Beato Marcelo Spínola, en Dos Hermanas y capellán del Hospital del Tomillar (2003-2004).
- Párroco de Santa María de la Asunción, en Mairena del Alcor (2008-2010).[1]
- Vicerrector del Seminario Mayor de Sevilla (2010-2015).
- Director de la formación de los aspirantes y candidatos al diaconado permanente (2011-2015).
- Director del Centro de Estudios Teológicos de Sevilla (2010-2016).
- Profesor de Filosofía y Teología, en el Centro de Estudios Teológicos y en el Instituto Superior de Ciencias Religiosas San Isidoro y San Leandro.
- Profesor de Derecho, en la Escuela de Doctorado CEU-CEINDO.[3]
- Miembro del Consejo Científico Asesor de la Revista Isidorianum (2019-2022).
- Párroco de San Roque, en Sevilla (2015-2023).
- Canónigo de la Catedral de Sevilla (2020-2023).
- Miembro del Colegio Consultores (2021-2023).
- Vicario episcopal Zona Sevilla 1 (2022-2023).[1]

### Episcopado
El 1 de abril de 2023, el papa Francisco lo nombró obispo auxiliar de Sevilla, junto a Teodoro León Muñoz. También lo nombró obispo titular de Egabro. Fue consagrado el 27 de mayo del mismo año, en la Catedral de Sevilla, a manos del arzobispo José Ángel Saiz Meneses.
En la Conferencia Episcopal Española es, desde marzo de 2024, presidente de la Subcomisión Episcopal para las Relaciones Interconfesionales y el Diálogo Interreligioso. Anteriormente ha sido miembro de la Subcomisión Episcopal para el Patrimonio Cultural de la Comisión Episcopal para la Educación y la Cultura (2023-2024).

## Publicaciones
Es autor de varias publicaciones de carácter científico: 
- "Llamado a la misión pacífica. La dimensión religiosa de la libertad en Bartolomé de las Casas" (2011).
- "Bartolomé de las Casas" (2012).
- "El nacimiento de la modernidad. Justicia y poder en el pensamiento de Bartolomé de las Casas" (2021).